# Hana Brady
Hana Brady (bürgerlich Hana „Hanička“ Bradyová, 16. Mai 1931 in Nové Město na Moravě, Tschechoslowakei – 23. Oktober 1944 im KZ Auschwitz-Birkenau) war ein tschechoslowakisches jüdisches Mädchen, das dem Nationalsozialismus zum Opfer fiel. Ihre Lebensgeschichte ist Grundlage für das Jugendbuch Hanas Koffer.

## Leben
Hana Brady wurde 1931 als Tochter von Karel Brady-Metzl und Markéta Brady geboren. Die Eltern Hanas und ihres drei Jahre älteren Bruders Jiří (1928 – 2019) besaßen in Nové Město einen Laden. Die Familie wohnte über den Geschäftsräumen und die Kinder halfen manchmal im Laden mit. Sie waren die einzigen jüdischen Kinder der Stadt, jedoch war diese Tatsache vor dem Zweiten Weltkrieg für niemanden von großer Bedeutung. Hana wird von überlebenden Schulfreunden als freundliches und hilfsbereites Mädchen beschrieben.
Nach der Annexion Österreichs und der Sudetengebiete besetzte am 15. März 1939 die deutsche Wehrmacht die restliche Tschechoslowakei. Das Leben der Juden wurde fortan durch Gesetze der Nationalsozialisten eingeschränkt. Sie durften z. B. nicht mehr ins Kino gehen und mussten ab Herbst 1941 einen Judenstern tragen.
Im März 1941 wurde Hanas Mutter Markéta von der Gestapo verhaftet. Am 23. November 1941 wurde auch noch Hanas Vater Karel verhaftet. Stunden nach der Verhaftung des Vaters holte der Onkel Ludvík die Kinder Hana und Jiří zu sich. Er war Katholik und hatte die Schwester des Vaters geheiratet. Nun beschloss er, dass die Kinder bei ihm und seiner Familie auf dem Land untertauchen sollten. Durch Briefe von ihrem Vater erfuhren die Kinder, dass er in Iglau im Gefängnis der Gestapo festgehalten wurde.
Der Onkel und die Tante der beiden Kinder mussten einer Anordnung folgen und Hana und Jiří am 14. Mai 1942 zum Deportationszentrum Třebíč bringen. Kurze Zeit später wurden die Kinder mit anderen Leuten zusammen nach Theresienstadt gebracht, wo Brady mehrere Bilder malte. Diese sind ebenso wie ihr Koffer erhalten geblieben. Als die Geschwister schon ein Jahr im Ghetto waren, kam auch ihre Großmutter aus Prag nach Theresienstadt. Sie war schwer krank, als die Kinder sie besuchten. Drei Monate später, im September 1944, verstarb sie.
Irgendwann entdeckte Hana den Namen ihres Bruders auf der Transportliste nach Osten. Sie verlor zunächst ihren Mut, doch als sie vier Wochen später auch ihren Namen auf einer Transportliste entdeckte, freute sie sich, da sie glaubte, sie würde nun ihren Bruder wiedersehen. Die Fahrt in den Viehwaggons dauerte einen Tag und eine Nacht. In der Nacht vom 23. Oktober 1944 kam Hana Brady mit den anderen Mädchen im KZ Auschwitz-Birkenau an. Die dreizehnjährige Hana wurde dort noch am Tag ihrer Ankunft von den deutschen SS-Männern ins Gas geschickt.

## Hanas Koffer
Nach dem Krieg wurde Hanas Koffer aus Auschwitz nach Japan geschickt, wo er im Jahr 2000 im Tokioter Holocaust Educational Resource Center ausgestellt wurde. Eine Gruppe namens „Kleine Flügel“, bestehend aus Kindern und Jugendlichen im Alter von 8 bis 18 Jahren, rekonstruierte mit ihrer Leiterin Fumiko Ishioka (石岡史子 Ishioka Fumiko) Hana Bradys Lebensgeschichte. Sie machten auch Hanas Bruder ausfindig, der Auschwitz überlebt hatte und im kanadischen Toronto als George Brady lebte. Er reiste zu den „Kleinen Flügeln“ nach Japan und erzählte dort seine und Hanas Geschichte.
Hana Bradys Geschichte wurde durch ein Radioprogramm und durch verschiedene Texte in Kanada und Japan bekannt. Die Autorin Karen Levine verarbeitete die Geschichte in ihrem Buch Hanas Koffer. Das Buch wurde zu einem Bestseller und erhielt den „Bank Street College of Education Flora Stieglitz Straus Award“ als Tatsachen-Roman. Es wurde weiterhin 2002 mit dem „Governor General’s Award for Literary Merit“ ausgezeichnet und erhielt eine Nominierung für den „Norma Fleck Award“. 2009 wurde das Buch unter dem Titel Inside Hana’s Suitcase verfilmt. Das Buch wurde in viele Sprachen übersetzt. Als literarisches Werk zählt es wie das Tagebuch der Anne Frank zum Kanon der Jugendliteratur zum Thema Holocaust.
Vier Jahre später stellte die Tochter von George Brady, Lara Hana Brady, fest, dass der Koffer, der auf der ganzen Welt ausgestellt wurde, nicht echt war. Er sah etwas anders aus und war vor allem viel besser erhalten als der auf den Bildern des Museums in Auschwitz. Auf diesen Umstand angesprochen antwortete das Museum, Hanas Koffer sei 1984 zusammen mit anderen Exponaten durch ein Feuer bei einer Ausstellung in Birmingham zerstört worden. Auf Grundlage der Inventar-Fotos sei dann ein Nachbau gefertigt worden, den das Museum später nach Japan verliehen habe.